# Karl Rixecker
Karl Rixecker (ur. 18 listopada 1906 w Merchweiler, zm. 22 września 1959 w Wetzlar) – Kapitänleutnant. Uczestniczył w działaniach wojennych II wojny światowej. Został odznaczony Krzyżem Rycerskim Krzyża Żelaznego.